# Nedre Brattmyrtjärnen
Nedre Brattmyrtjärnen är en sjö i Sorsele kommun i Lappland och ingår i Umeälvens huvudavrinningsområde.